# Domaine de Morioka

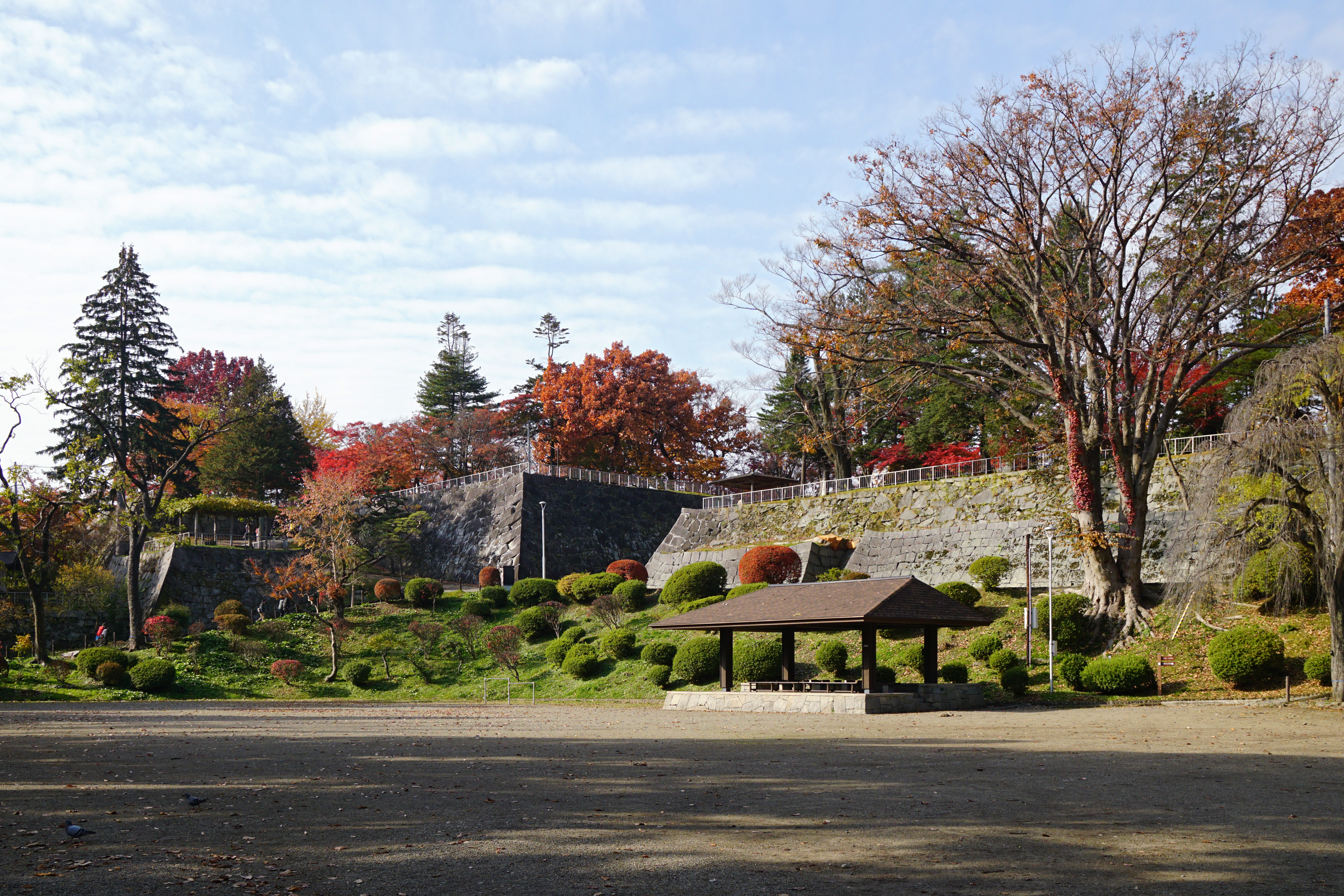
Parc de Morioka avec les ruines du château de Morioka, siège du domaine.

Le domaine de Morioka (盛岡藩, Morioka-han) était un domaine japonais situé dans une partie de l'actuelle préfecture d'Iwate et d'Aomori. Il est parfois appelé familièrement le domaine de Nanbu (南部藩, Nanbu-han). Le domaine était régi par le clan Satake (tozama daimyo). Son revenu était de 100 000 koku. Le domaine de Morioka était membre de l'Ōuetsu Reppan Dōmei en 1868 et ses troupes ont combattu lors de la guerre de Boshin.
Dans la fiction, le domaine de Morioka est le cadre du roman Mibugishiden, ainsi que du film Le Samouraï du crépuscule.

## Histoire
Le clan Nanbu a combattu aux côtés de l'armée de l'Est d'Ieyasu Tokugawa lors de la bataille de Sekigahara. À la suite de la victoire d'Ieyasu, le clan Nanbu a pu conserver son domaine de Morioka (盛岡藩, Morioka-han) (également appelé « domaine de Nanbu » (南部藩, Nanbu-han)). L'estimation de revenu prévaut 100 000 koku, mais plus tard pendant l'époque Edo, Morioka a doublé sa taille. Le clan Nanbu est resté en place pendant toute la période d'Edo jusqu'à la restauration de Meiji. Au cours de la période d'Edo, deux nouvelles branches du clan Nanbu ont été fondées. L'une d'entre elles s'est vu accorder le domaine de Hachinohe et l'autre le domaine de Shichinohe.
Un bateau hollandais, le Breskens, est arrivé au territoire des Nanbu vers la fin du XVIe siècle ; une partie de l'équipage du bateau fut capturée par les autorités locales et emmenée à Edo. En 1821, les vieilles tensions entre les Nanbu et les Tsugaru ont resurgi une fois de plus, lors de l'incident de Sōma Daisaku (相馬大作事件, Sōma Daisaku jiken), un complot visant à assassiner le seigneur Tsugaru et déjoué par Daisaku Sōma, un ancien serviteur du clan Nanbu.
Bien qu'aucun seigneur Nanbu n'ait jamais exercé de fonctions au sein du shogunat, les Nanbu de Morioka (ainsi que plusieurs autres domaines au nord de Honshū) ont aidé le shogunat en maintenant l'ordre dans la région aux frontières d'Ezochi (actuelle Hokkaido).
Les territoires du clan Nanbu ont été touchés par la grande famine Tenpō au milieu des années 1830.
Pendant la guerre de Boshin de 1868-1869, le clan Nanbu a d'abord été neutre. Cependant, pendant le mandat de Nanbu Toshihisa et de l'aîné du clan (家老, le karō) Narayama Sado, le clan Nanbu a plus tard rejoint l'Alliance du Nord (l'Ōuetsu Reppan Dōmei). Les troupes de Morioka ont attaqué le domaine d'Akita qui avait fait sécession de l'alliance et rejoint le gouvernement impérial. Après la guerre, les domaines du clan Nanbu ont été rigoureusement réduits par le gouvernement impérial comme punition. Les Nanbu de Morioka ont alors été brièvement déplacés à Shiroishi. Deux ans après la guerre, comme tous les autres daimyos, les chefs des trois branches Nanbu ont été démis de leurs possessions avec l'abolition du système han.

## Liste des daimyos
- Clan Nanbu (tozama ; 100 000 koku)

1. Toshinao
2. Shigenao
3. Shigenobu
4. Yukinobu
5. Nobuoki
6. Toshitomo
7. Toshimi
8. Toshikatsu
9. Toshimasa
10. Toshinori
11. Toshimichi (1er)[1]
12. Toshitada
13. Toshitomo, aussi appelé Nobutomo (信候)
14. Toshihisa
15. Toshiyuki

### Chefs de la famille Nanbu à partir de 1868
- Toshinaga
- Toshiatsu
- Toshihide
- Toshiaki